# Michał Potocki (1660–1749)
Michał Potocki herbu Pilawa (ur. ok. 1660 roku, zm. 2 grudnia 1749 roku) – najstarszy syn Feliksa Kazimierza Potockiego i Krystyny Lubomirskiej; pisarz polny koronny od 1686 roku, marszałek Trybunału Głównego Koronnego w roku 1696 i 1722, wojewoda wołyński od 1726 roku, starosta krasnostawski w latach 1686–1720, starosta sokalski w 1710 roku, starosta błoński.

## Życiorys
Wziął udział w kampanii mołdawskiej w 1691 roku. Poseł sejmiku bełskiego na sejm zwyczajny 1690 roku, poseł sejmiku chełmskiego na sejm zwyczajny 1692/1693 roku, poseł na sejm zwyczajny 1695 roku. Poseł sejmiku chełmskiego na sejm konwokacyjny 1696 roku. Był elektorem Augusta II Mocnego w 1697 roku z ziemi chełmskiej. 
W 1698 brał udział w bitwie pod Podhajcami. Pierwszego dnia dowodził szarżą, która odepchnęła Tatarów próbujących przejść przez groblę do miasta, natomiast drugiego dnia dowodził trzecim rzutem wojsk i brał udział w odbiciu polskiego obozu łupionego przez Tatarów. Po bitwie, 25 września wraz z pijanymi towarzyszami ze swojej chorągwi udał się do namiotu króla. Powodem był lekceważący stosunek króla do Polaków oraz rabunki i gwałty dokonywane przez Sasów. Król wyjechał wcześniej do obozu litewskiego, pijani towarzysze zelżyli Jana Przebendowskiego, który zdołał uciec. Doprowadziło to do tego, że August II wydał rozkaz ustawić się Sasom w szyku bojowym i podejść pod polski obóz celem utemperowania Polaków. 28 września sascy generałowie oraz polscy hetmani zdołali uspokoić sytuację.
Był przeciwnikiem dysydentów. W 1705 roku potwierdził pacta conventa Stanisława Leszczyńskiego. Wziął udział w bitwie pod Kaliszem w 1706 roku. Był konsyliarzem województwa sandomierskiego w konfederacji tarnogrodzkiej 1715 roku.
W imieniu Leszczyńskiego posłował do Szwecji i Turcji. Następnie spędził kilka lat na wygnaniu, po czym stanął wraz z Józefem Potockim na czele swego domu, nadając jego polityce charakter wrogi Czartoryskim. W 1696 i 1723 był marszałkiem Trybunału Koronnego w Lublinie. Poseł na sejm grodzieński 1718 roku z ziemi chełmskiej. Poseł na sejm z limity 1719/1720 roku z ziemi chełmskiej. Poseł chełmski na sejm 1720 roku. Poseł na sejm 1729 roku.
Był członkiem konfederacji generalnej zawiązanej 27 kwietnia 1733 roku na sejmie konwokacyjnym. Był elektorem Stanisława Leszczyńskiego w 1733 roku z województwa wołyńskiego, dowodził jego wojskiem przeciwko konfederacji sandomierskiej, marszałek województwa wołyńskiego w konfederacji dzikowskiej w 1734 roku. W 1735 roku podpisał uchwałę Rady Generalnej konfederacji warszawskiej.
W 1742 roku był komisarzem z Senatu Trybunału Skarbowego Koronnego
Po śmierci w 1749 roku, Michał Potocki został pochowany w klasztorze OO. Kapucynów w Sędziszowie Małopolskim.